# Кіндія (Тирговіште)
Це стаття про клуб, заснований 2010 року. Про клуб, що носив назву «Кіндія» (Тирговіште) у 1996—2003 роках див. статтю Тирговіште (футбольний клуб)
«Кіндія» (Тирговіште) (рум. AFC Chindia Târgoviște) — румунський футбольний клуб з міста Тирговіште, заснований 2010 року. Домашні матчі приймає на стадіоні «Еуген Попеску», потужністю 12 500 глядачів.

## Історія
11 серпня 2010 року муніципалітет Тирговіште разом з колишнім футболістом Георге Попеску і за підтримки фанатів створили новий футбольний клуб у місті, який мав би замінити старий клуб «Тирговіште», що через фінансові проблеми змушений був грати у комуні Шотинга. Новий клуб отримав назву «Кіндія» на честь Вежі Кіндія, символу міста, розташованого недалеко від стадіону. 
Клуб «Кіндія» не є офіційним наступником історичного клубу «Тирговіште», але користується підтримкою місцевих шанувальників, які вважають його головним клубом міста та формальним наступником старої команди, що існувала з 1948 року. Однак фактично в клубі є й деякі елементи, які пов'язують його з оригінальним клубом, наприклад, кольори (червоний і синій), назва «Кіндія» також використовувалась історичним клубом у період між 1996 і 2003 роками і логотип, який є фактично логотипом, що використовується в той же період, змінивши лише напис C.F. Chindia на F.C. Chindia..
Клуб «Кіндія» був включений до Ліги III і після лише одного сезону вийшов у Лігу II. За підсумками сезону 2012/13 клуб зайняв 13-те місце і повернувся до Ліги III. Це породило напруженість всередині клубу, в результаті чого Георге Попеску і Іон Крекінеску повиходили з проекту. Клуб залишився у розпорядженні муніципалітету Тирговіште і Ради округу Дамбовіца і повернувся до другому дивізіону через два сезони. «Кіндія» стала міцною і однорідною командою, що складалась в основному з місцевих гравців.
Ця команда за підсумками сезону 2018/19 років виграла другий дивізіон і вперше в історії вийшла до найвищого дивізіону країни. Такі результати принесли величезну радість серед прихильників, які змогли знову побачити команду з Тирговіште у вищому дивізіоні, після 21 року відсутності, з сезону 1997-98, коли там грала команда «Тирговіште».

## Досягнення
- Ліга II
  -  Чемпіон: 2018–19

- Ліга III
  -  Чемпіон: 2010–11, 2014–15
  -  Друге місце: 2013–14